# Luke Appling
Lucius Benjamin Appling (High Point, 2 de abril de 1907 - Cumming, 3 de janeiro de 1991) foi um shortstop estadunidense da Major League Baseball que jogou sua carreira inteira pelo Chicago White Sox(de 1930 a 1950).
Appling faz parte do Baseball Hall of Fame.